# Skoki (przystanek kolejowy)
Skoki – przystanek osobowy w Skokach, w woj. wielkopolskim, w Polsce.

## Ruch pasażerski
| Rok   | Wymiana pasażerska na dobę |
| ----- | -------------------------- |
| 2018. | 700-999                    |
| 2022  | 700-999                    |